# کورلی، آیووا
کورلی (به انگلیسی: Corley) شهری در ایالت آیووا کشور ایالات متحده آمریکا است که جمعیت آن در سرشماری سال ۲۰۱۰ میلادی، ۲۶ نفر بوده‌است.